# Lista de generais russos mortos durante a invasão da Ucrânia em 2022
Durante a invasão russa da Ucrânia em 2022, um número incomum de generais russos, incluindo as Forças Armadas Russas e a Guarda Nacional da Rússia, foram mortos em ação. Em 23 de abril de 2022, fontes ucranianas informaram que dez generais russos haviam sido mortos durante a invasão. A perda de oficiais de bandeira, mesmo que apenas dois, é rara. Isso torna a escala dessas perdas sem precedentes na era moderna (desde a Segunda Guerra Mundial).

## Lista
Um general relatado morto era um tenente-general (duas estrelas), equivalente a um general de divisão nas Forças Armadas Brasileiras, e um próprio tenente-general nas Forças Armadas Portuguesas. Os seis restantes são grandes generais (uma estrela), equivalentes a generais de brigada nas Forças Armadas Brasileiras e um próprio Major-general nas Forças Armadas Portuguesas.
| Nome                | Classificação   | Data do relatório      | Participação no Conflito                                                                             | Notas |
| ------------------- | --------------- | ---------------------- | --- | --- |
| Andrey Sukhovetsky  | Major General   | 1 de março de 2022     | Vice-comandante, 41º Exército de Armas Combinadas                                                    | Confirmado - Baleado por um franco-atirador em Hostomel em 28 de fevereiro de 2022. Anteriormente esteve envolvido na intervenção militar russa na guerra civil síria, e em 2014 na anexação russa da Crimeia. Sua morte foi relatada por um oficial de inteligência russo aposentado no Twitter em 1º de março e pelo tablóide online russo Pravda.ru em 3 de março de 2022. |
| Vladimir Frolov     | Major General   | 16 de abril de 2022    | Vice-comandante do 8º Exército de Armas Combinadas de Guardas do Distrito Militar do Sul             | Confirmado - Nenhuma informação sobre sua morte foi divulgada antes do aviso de seu funeral no Cemitério Serafimovskoe, São Petersburgo. |
| Andrei Simonov      | Major General   | 30 de abril de 2022    | Chefe das Tropas de Guerra Eletrônica, 2º Exército de Armas Combinadas da Guarda                     | Disputado - Morto em um ataque de artilharia a um posto de comando do 2º Exército de Armas Combinadas, nas proximidades de Izium, controlada pela Rússia, Oblast de Kharkiv. |
| Kanamat Botashev    | Major General   | 22 de maio de 2022     | Grupo Wagner, (possivelmente)                                                                        | Confirmado - Morto em Luhansk Oblast quando seu Su-25 foi abatido por um míssil FIM-92 Stinger. Ele já havia sido dispensado da Força Aérea Russa por derrubar um Su-27. Fontes ucranianas sugeriram que ele poderia ter sido destacado como parte da organização paramilitar Wagner Group.                                                                                   |
| Roman Kutuzov       | Tenente-general | 5 de junho de 2022     | Comandante, 1º Corpo de Exército, Milícia Popular da República Popular de Donetsk                    | Confirmado - Reportado pelo repórter da televisão estatal russa Alexander Sladkov no aplicativo de mensagens Telegram. Kutuzov teria sido morto perto da vila de Mykolaivka, Popasna Raion, Oblast de Luhansk. A promoção de Kutuzov de major-general foi anunciada postumamente.                                                                                             |
| Sergey Goryachev    | Major General   | 12 de junho de 2023    | Chefe do Estado-Maior, 35º Exército de Armas Combinadas                                              | Confirmado - Morto em um ataque de míssil na região de Zaporizhzhia durante a contraofensiva ucraniana de 2023. |
| Oleg Tsokov         | Tenente-general | 11 de julho de 2023    | Vice-Comandante, Distrito Militar do Sul                                                             | Confirmado - Morto por um ataque de míssil no quartel-general do 58º Exército de Armas Combinadas em Berdiansk, controlado pela Rússia, Oblast de Zaporizhzhia. |
| Vladimir Zavadsky   | Major General   | 28 de novembro de 2023 | Vice-Comandante, 14º Corpo de Exército                                                               | Confirmado - Morto por uma mina russa longe da linha de frente, possivelmente no Oblast de Kherson. |
| Alexander Tatarenko | Major General   | 31 de janeiro de 2024  | Comandante da base aérea de Belbek                                                                   | Disputado - Morto durante um ataque do SCALP/Storm Shadow à base aérea de Belbek, na Crimeia, no contexto de um ataque maior de mísseis e drones ucranianos em 30 e 31 de janeiro, que matou outros dez militares. O Kyiv Post cita reportagens da mídia russa para a alegação.                                                                                               |
| Pavel Klimenko      | Major General   | 6 de novembro de 2024  | Comandante, 5ª Brigada de Fuzileiros Motorizados Separada                                            | Confirmado - O Ukrainska Pravda cita relatos na mídia russa e letã para a afirmação e se refere às declarações feitas por suas irmãs como confirmações. |
| Igor Kirillov       | Tenente-general | 17 de dezembro de 2024 | Chefe das Tropas de Proteção NBC Russas                                                              | Confirmado - Morto por um dispositivo explosivo em Moscou. |
| Konstantin Smeshko  | Major General   | 26 de dezembro de 2024 | Vice-Comandante das Tropas de Engenharia Russas                                                      | Confirmado - Morto em local desconhecido, supostamente devido a um ataque de Himars em um dos múltiplos ataques realizados neste dia. Sua cerimônia fúnebre foi realizada em Moscou nos últimos dias de dezembro de 2024. |
| Yaroslav Moskalik   | Tenente-general | 25 de abril de 2025    | Chefe Adjunto, Direção de Operações Principais, Estado-Maior Geral                                   | Confirmado - Morto por um carro-bomba em Balashikha, Oblast de Moscou. |
| Mikhail Gudkov      | Major General   | 2 de julho de 2025     | Comandante da 155ª Brigada de Infantaria Naval da Guarda e Vice-Comandante-em-Chefe da Marinha Russa | Confirmado - Morto em um ataque ucraniano em Korenevo, Oblast de Kursk. |

Em 23 de abril de 2022, o Ministério da Defesa da Ucrânia relatou um ataque a um posto de comando do 49º Exército de Armas Combinadas da Rússia em Kherson Oblast, matando dois generais e ferindo gravemente um. Os nomes dos dois generais não foram divulgados no momento do relatório.

## Análise
Analistas do Instituto de Segurança e Estratégia de Jerusalém e do Instituto Francês de Relações Internacionais sugeriram que o número de generais russos mortos durante a invasão russa da Ucrânia em 2022 sugere que o baixo moral entre as forças russas e um avanço lento na Ucrânia forçaram oficiais de alto escalão colocar-se em risco em um esforço para alcançar objetivos militares. Além desses oficiais de bandeira, vários oficiais superiores foram mortos pelas forças ucranianas; em 23 de março, o oficial ucraniano Mykhailo Podoliak afirmou que suas forças haviam matado "dezenas de coronéis e outros oficiais". Naquele dia, o Times contou 5 coronéis russos mortos na Ucrânia até agora. Uma autoridade ucraniana disse ao The Wall Street Journal que uma unidade da inteligência militar ucraniana estava coletando informações sobre as posições de oficiais russos, incluindo generais, comandantes de artilharia e pilotos. As baixas de alto escalão na marinha russa incluem o capitão de 1º escalão Andrei Paliy, vice-comandante da Frota do Mar Negro. Anton Kurpin, comandante do cruzador Moskva, também foi relatado como morto, embora os russos não tenham confirmado isso.
As forças armadas russas são muito pesadas, com generais desempenhando um papel maior nas operações do dia-a-dia do que em outras forças armadas. Os comandantes do batalhão russo receberam mais autoridade apenas três anos antes da invasão. De acordo com analistas e autoridades ocidentais, a Rússia enviou cerca de 20 oficiais generais para a Ucrânia. Michael McFaul, ex-embaixador dos EUA na Rússia, descreveu o número de generais russos mortos como "um número chocante", enquanto David Petraeus, ex- diretor da CIA, observou que é "muito incomum" que tantos generais serem mortos e que os militares ucranianos estavam "pegando-os a torto e a direito". O Washington Post afirmou que os generais foram "mortos a uma taxa não vista desde a Segunda Guerra Mundial ".
As mortes de oficiais russos na linha de frente foram atribuídas a uma série de vulnerabilidades russas na Ucrânia, incluindo o uso de comunicações não seguras e o movimento de oficiais para a linha de frente para aumentar o moral e resolver questões disciplinares, como saques. O uso de telefones não seguros foi atribuído à falha do sistema de tecnologia de telefonia segura da Rússia, ERA. Em março de 2022, dois oficiais militares americanos disseram ao The New York Times que generais russos na Ucrânia frequentemente conversavam em telefones e rádios não seguros, e que em pelo menos um caso, um general e sua equipe foram mortos depois que os ucranianos interceptaram uma ligação, geolocalizada.